# Рудка-Червинская
Рудка-Червинская (укр. Рудка-Червинська) — село в Прилесненской сельской общине Камень-Каширского района Волынской области Украины.
Население по переписи 2001 года составляет 573 человека. Почтовый индекс — 44561. Телефонный код — 3357. Занимает площадь 1,64 км².

## История
В I мировую войну около села на противоположной берегу реки Стоход был Червищенский плацдарм.